# Alfonsina Storni
Alfonsina Storni (29 tháng 5 năm 1892 - 25 tháng 10 năm 1938) là một nhà thơ người Argentina thời kỳ hiện đại.

## Cuộc sống

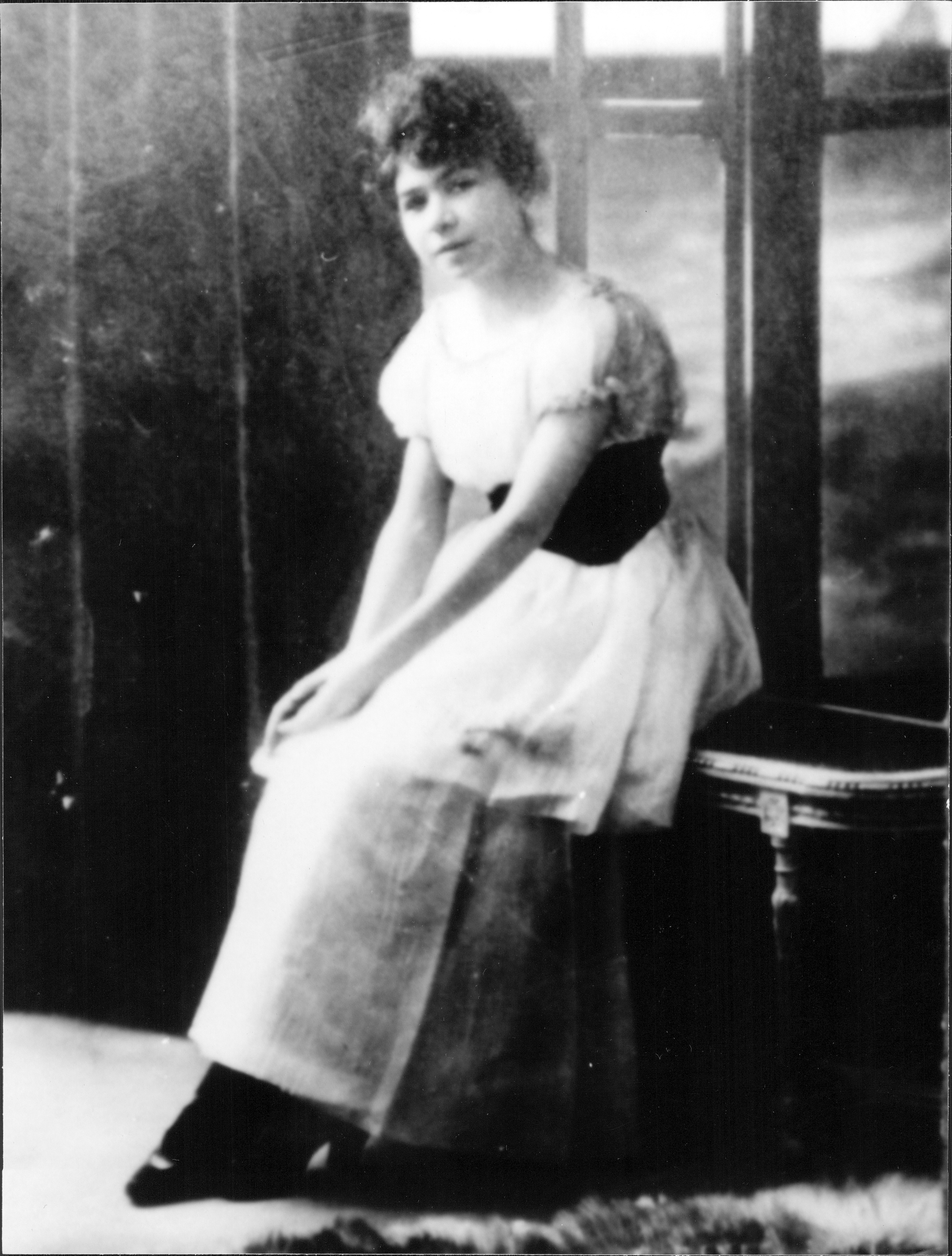
Storni năm 1916

Storni được sinh ra ở Sala Capriasca, Thụy Sĩ, với cha mẹ người Ý-Thụy Sĩ. Trước khi sinh, cha bà đã thành lập một nhà máy bia ở thành phố San Juan, Argentina, sản xuất bia và soda. Năm 1891, theo lời khuyên của một bác sĩ, ông trở về với vợ của mình tại Thụy Sĩ, nơi Alfonsina được sinh ra vào năm sau và sống tại đó cho đến khi bà được bốn tuổi. Năm 1896 gia đình trở về San Juan, và một vài năm sau, vào năm 1901, chuyển đến Rosario. Cha bà mở một quán rượu tại đó, nơi Storni đã làm nhiều công việc khác nhau.
Năm 1907, bà tham gia một công ty nhà hát du lịch đưa bà đi khắp đất nước. Cùng với họ, bà biểu diễn trong Ghost của Henrik Ibsen, La Loca de la casa của Benito Pérez Galdós, và Los muertos của Florencio Sánchez. Năm 1908, Storni trở về sống với mẹ, người đã tái hôn và sống ở Bustinza. Sau một năm ở đó, Storni đã đi đến Coronda, nơi bà đã tiến hành các nghiên cứu mà sẽ dẫn đến việc làm với tư cách một giáo viên tiểu học nông thôn. Trong thời gian này, bà cũng bắt đầu làm việc cho các tạp chí địa phương Mundo Rosarino và Monos y Monadas, cũng như Mundo Argentino nổi tiếng.
Năm 1912, bà chuyển đến Buenos Aires, tìm kiếm sự ẩn danh tại thành phố lớn. Năm sau, con trai bà Alejandro được sinh ra, đứa con ngoài giá thú của một nhà báo ở Coronda. Tự nuôi bản thân với việc dạy học và viết báo, bà sống ở Buenos Aires, nơi những khó khăn về kinh tế và xã hội phải đối mặt với tầng lớp trung lưu đang phát triển của Argentina đã truyền cảm hứng cho bà - một nhà hoạt động quyền phụ nữ mới nổi.